# Hinrich Wrage

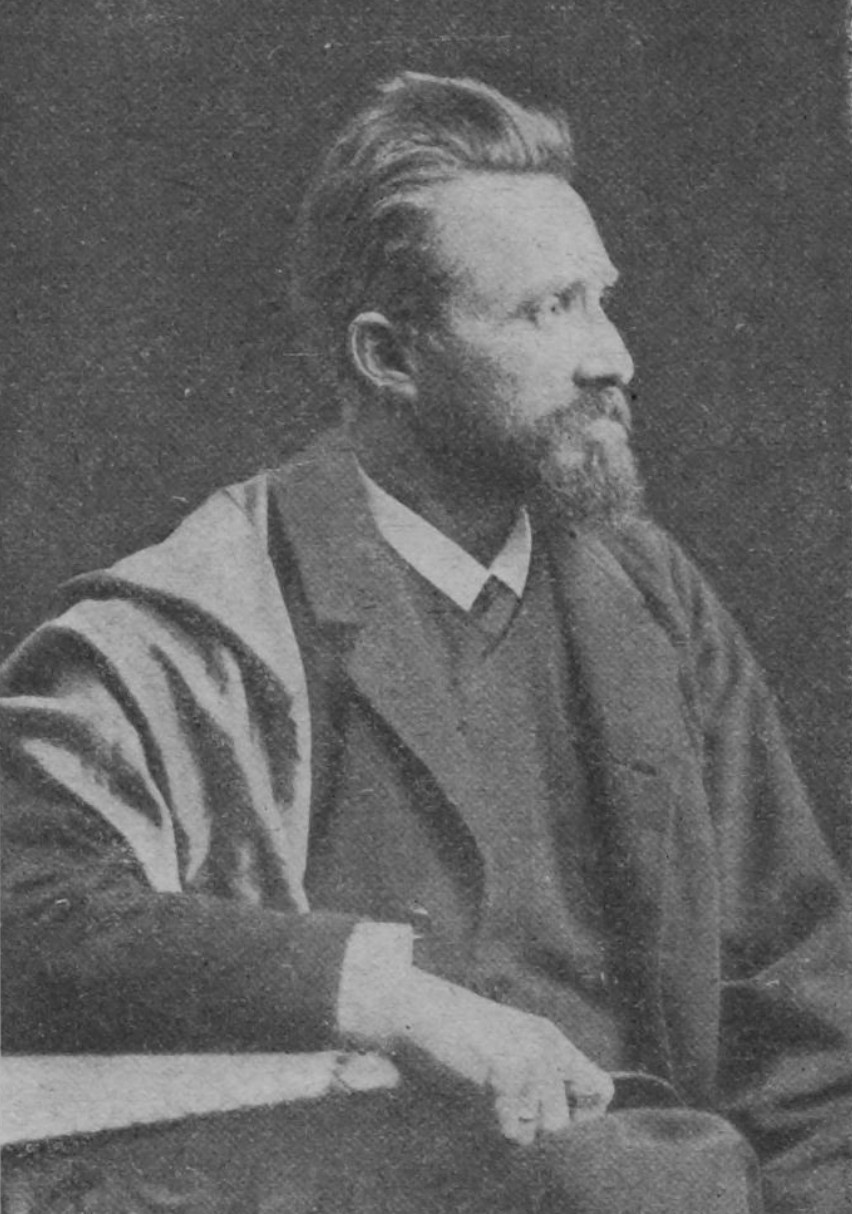
Hinrich Wrage

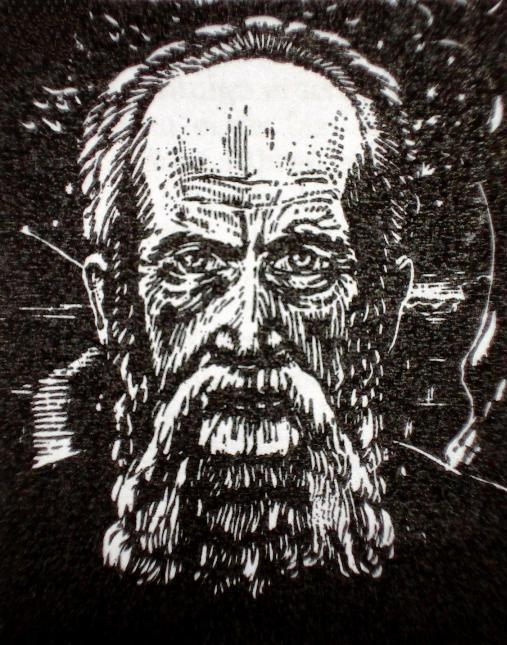
Hinrich Wrage (1843–1912), Holzschnitt von seinem Sohn Klaus Wrage

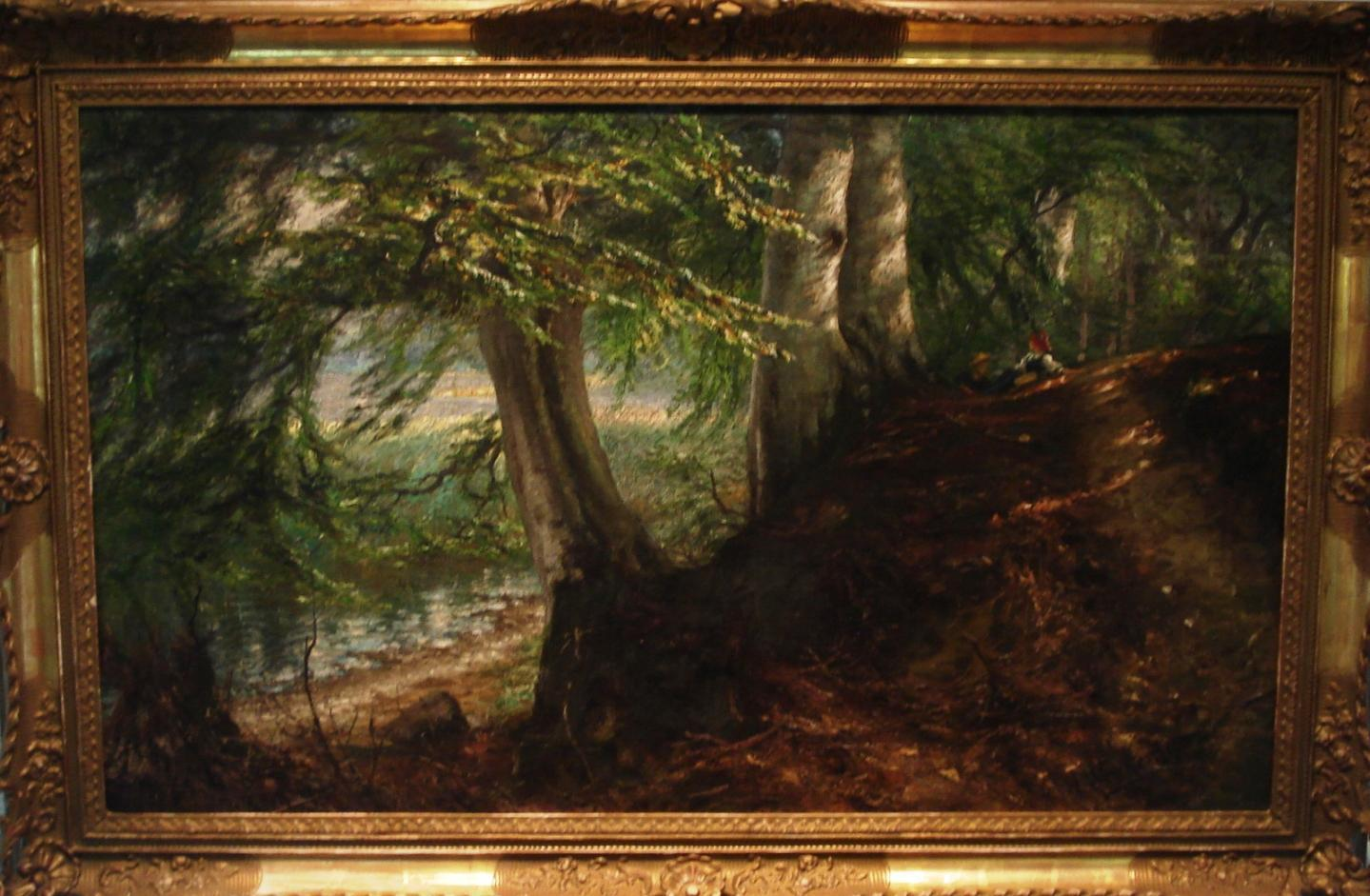
„Buchenwald am Dieksee“

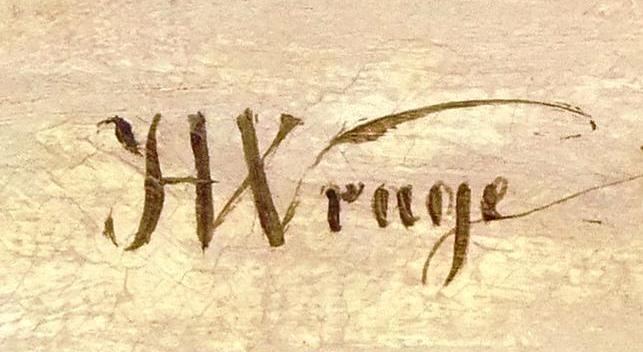
Signatur von Hinrich Wrage (aus dem Bild „Strand auf Sylt“)

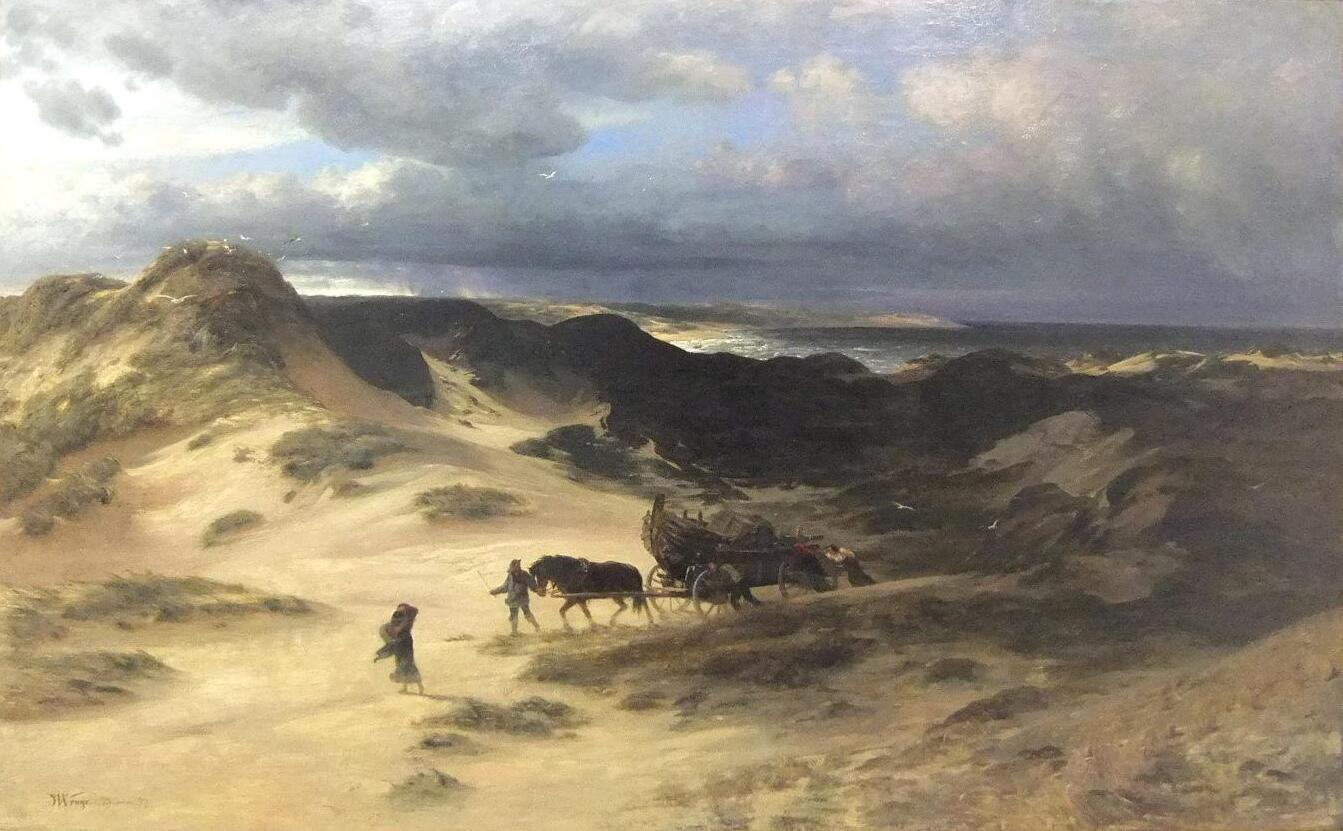
„Strand auf Sylt“

Joachim Hinrich Wrage (* 12. März 1843 in Hitzhusen; † 4. Juli 1912 in Gremsmühlen) war ein deutscher Landschaftsmaler und Grafiker. Er ist einer der bedeutendsten Vertreter der Pleinairmalerei im letzten Drittel des 19. Jahrhunderts und ist mit seinem Werk einer der Wegbereiter des Impressionismus.
Die Bilder Hinrich Wrages zeigen überwiegend seine bevorzugten Motive der Landschaft von Sylt und des östlichen Holsteins. Die realistisch – ohne Beschönigung, Idealisierung oder Stilisierung – gemalten Bilder machen ihn zu einem der bedeutendsten Maler des „norddeutschen Realismus“.
Hinrich Wrage war der Bruder des Kirchenmalers Wilhelm August Wrage.

## Leben
Hinrich Wrage wurde 1843 als Sohn einer Landarbeiter-Familie in Hitzhusen (bei Bad Bramstedt) geboren und wuchs in sehr bescheidenen Verhältnissen auf. Während seiner Kindheit führte eine falsch behandelte Knochenhautentzündung zu einer vierjährigen Bettlägerigkeit und die eine bleibende Gehbehinderung zurückließ. Während dieser Zeit erlernte er das Zeichnen.

### Ausbildung
Im August 1862 begann er eine Lehre bei dem Porzellanmaler Friedrich Hess in Kiel, wo er auch die Gewerbeschule besuchte.
1867 erhielt er ein Stipendium der Provinzialregierung von Schleswig-Holstein und konnte ein Studium an der Kunstakademie Düsseldorf beginnen – dort war der Lehrer Oswald Achenbach, in dessen Landschafterklasse er von 1867 bis 1871 weilte, für seine Malerei prägend. Von Düsseldorf aus reiste er zu Studienzwecken nach Belgien, in die Niederlande und nach Dänemark.
1871 folgte er Theodor Hagen an die Großherzoglich-Sächsische Kunstschule Weimar. 1872 besuchte er die Insel Sylt, wo ihn die unberührte Natur beeindruckt und Vorlage für eines der ersten Bilder von Bedeutung wurde.
1873 ging er an die Akademie der Bildenden Künste München, wo er Meisterschüler von Karl Gussow wurde. Von München aus bereiste er Bayern und Teile Österreichs sowie 1875 Italien bis nach Sizilien.
1875 ging er an die Akademie der bildenden Künste nach Berlin, wo er 1877 bei Albert Hertel sein Studium abschloss. In Berlin lernte er den Maler Adolph Menzel kennen, außerdem Ferdinand Tönnies und Friedrich Paulsen.

### Nach der Ausbildung
Er kehrte in seine Holsteinische Heimat zurück und konnte bald die ersten Bilder verkaufen. 1879 zog er nach Gremsmühlen (heute ein Ortsteil von Malente) im Fürstentum Lübeck, wo er sich 1881 ein Haus nahe dem Dieksee kaufte, ein Atelier einrichtete und eine Malschule gründete. Wrage war Mitglied im Hamburger Künstlerverein von 1832.

### Ehefrau Wilhelmine Wrage
1884 heiratete Hinrich Wrage seine Schülerin Wilhelmine Stahl (5. Juli 1859 in Hamburg – 26. September 1945 in Malente-Gremsmühlen) – eine begabte Landschaftsmalerin, die in Hamburg Schülerin von Carl Oesterley junior gewesen war. Sie gab nach der Heirat zunächst die Malerei auf und begann erst um 1930 wieder damit.

### Kinder
Klaus Wrage:
1891 wurde der gemeinsame Sohn Klaus Wrage (* 18. April 1891 in Gremsmühlen; † 10. September 1984 in Fissau) geboren, der als Maler und Grafiker bekannt wurde.
Bertha Wrage:
heiratete am 24. Dezember 1924 den Hamburger Kunstmaler und Dichter Karl Lorenz (Carl Johann Martin Lorenz, * 25. November 1888 in Wandsbek, † 28. Februar 1961 in Hamburg-Rahlstedt)
Elsa Wrage:

## Werke
Seine Werke – von denen ein erheblicher Teil 1915 verbrannte – befinden sich in Privatbesitz sowie in zahlreichen Museen – u. a. im Schleswig-Holsteinischen Landesmuseum auf Schloss Gottorf, dem Ostholstein-Museum Eutin, Kunsthalle zu Kiel, Hamburg, Berlin und Rostock.
Er stellte u. a. 1885 in Oldenburg seine Werke aus.

## Sonstiges

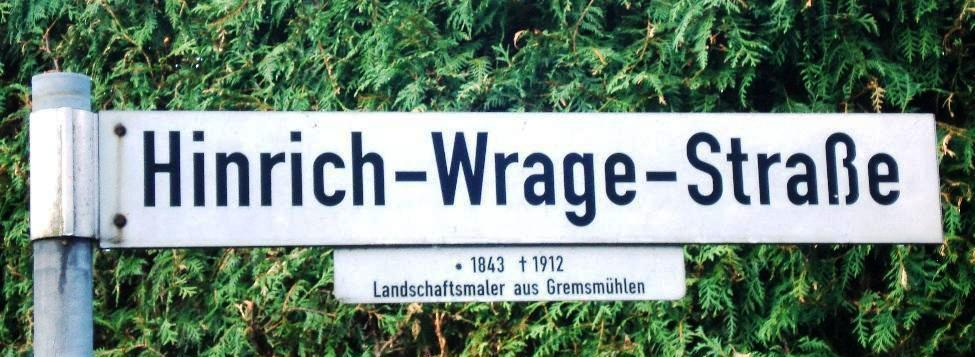
Das Straßenschild Hinrich-Wrage-Straße (mit Zusatzschild) in Malente

- In Malente ist die Hinrich-Wrage-Straße nach ihm benannt.
- 1998 widmete das Schleswig-Holsteinische Landesmuseum Hinrich Wrage eine Ausstellung im Kloster Cismar.
- 2012 zeigte das Eutiner Schloss eine Ausstellung anlässlich des hundertsten Todestages.